# Élections municipales françaises de 2020
Les élections municipales françaises de 2020 visent à procéder au renouvellement des conseils municipaux des communes françaises et des conseils communautaires des intercommunalités.
Le premier tour se tient de façon controversée le 15 mars 2020, en pleine pandémie de maladie à coronavirus (Covid-19). En raison de celle-ci, le second tour, initialement prévu le 22 mars, est d'abord reporté sine die, puis au 28 juin suivant. De même, les élections des maires et adjoints des 30 143 communes dont le conseil municipal a été élu au complet dès le premier tour sont reportées au mois de mai : le mandat des conseillers municipaux et communautaires de la mandature 2014-2020 est ainsi prorogé jusqu’à l'entrée en fonction des nouveaux élus.
Dans ce contexte de crise sanitaire, mais aussi en raison d'un désintérêt croissant pour la politique selon les analystes[Qui ?], ces élections sont marquées par un taux d’abstention record : 55 % au premier tour et 58 % au second, soit plus de 20 points de plus qu’au second tour des élections municipales de 2014.
Ces élections, notamment le second tour, voient la victoire d’Europe Écologie Les Verts dans plusieurs grandes villes de France, tandis que le Parti socialiste obtient des scores honorables. Les Républicains sont en recul dans les plus grandes communes mais parviennent à se renforcer dans celles de taille moyenne. Le parti centriste du président Emmanuel Macron, La République en marche, obtient des résultats jugés très décevants au vu de ses espérances initiales. De son côté, malgré des résultats mitigés, le Rassemblement national remporte une ville de plus de 100 000 habitants, Perpignan, pour la première fois depuis 1995.

## Contexte

### Politique

Logo des élections.

Lors des élections municipales de 2014, la droite parlementaire l'avait emporté dans la plupart des communes au détriment de la gauche, tandis que l'extrême droite remportait 14 municipalités, dont Hénin-Beaumont dès le premier tour de scrutin, une première. Le Parti communiste français résistait dans quelques-uns de ses bastions, notamment en Seine-Saint-Denis, tandis que les écologistes remportaient pour la seconde fois après Montreuil une ville de plus de 100 000 habitants, à Grenoble.
Depuis l'élection présidentielle de 2017, l'échiquier politique français est fortement modifié par l'arrivée au pouvoir d'Emmanuel Macron,,. Son parti, La République en marche, a fortement fragilisé les partis de gouvernements au pouvoir depuis 1958, notamment le Parti socialiste et Les Républicains.
Pour la première fois depuis 1995, un nombre important de maires renoncent à se représenter,. Parmi les nombreux maires sortants qui ne se représentent pas figure Jean-Claude Gaudin, qui a été élu pour la première fois maire de Marseille en 1995.
Ces élections interviennent dans un contexte social tendu issu du mouvement des Gilets jaunes, qui se poursuivait depuis le 17 novembre 2018, et du mouvement social contre la réforme des retraites, qui avait débuté le 5 décembre 2019. Des grèves et des manifestations avaient perturbé la vie économique du pays pendant l'hiver 2019-2020.
Les rassemblements de plus de 100 personnes sont interdits depuis le 13 mars en raison de la pandémie de Covid-19, ce qui conduit à l'annulation de certaines manifestations, mais l'appel national des Gilets Jaunes pour l'acte 70 est maintenu pour le samedi 14 mars, donnant lieu à des violences dans Paris la veille du premier tour du scrutin.

### Pandémie de Covid-19 et maintien du premier tour
Les élections se tiennent dans un contexte de crise sanitaire liée à la propagation de la Covid-19, notamment dans l'Oise, le Haut-Rhin et en Corse. La question du report des élections est régulièrement posée, mais rencontre un écho contrasté dans la classe politique française : dès le 4 mars, l'Association des maires de France (AMF) fait savoir par sa porte-parole Agnès Le Brun, maire de Morlaix, qu'elle souhaite le maintien du scrutin au 15 mars, tandis que le sénateur LR de l’Oise Jérôme Bascher réclame un report des élections, accusant le gouvernement « d’impréparation » en matière de protection de « ceux qui tiendront les bureaux municipaux » ; le secrétaire d’État Laurent Nuñez parle alors d’accusations indignes, rappelle la nécessité d'une loi pour modifier la date des élections et déclare qu'il n’y a « pas de risque à se rendre dans un bureau de vote où les personnes votent de manière très espacée ».
Outre des questions pratiques telles que la réouverture ou non des inscriptions sur les listes électorales ou le devenir des dépenses engagées sur les comptes de campagne, organiser le report de ces élections à une date aussi rapprochée de l'échéance soulève des questions d'ordre juridique et constitutionnel compliquées. L'article L. 227 du code électoral empêche, en théorie, que les dates des élections municipales soient modifiées moins de trois mois avant leur tenue, qui doit obligatoirement avoir lieu « en mars », de sorte qu'un report à une semaine du scrutin au-delà de mars 2020 ouvrirait la voie à des contestations ; l'article 16 de la Constitution permettrait de s'affranchir du problème, mais n'a été utilisé qu'une seule fois sous la Ve République, lors du putsch des généraux en 1961, ce qui exposerait le président français à des critiques pour dérive autoritaire. La solution pourrait alors être la loi de 1955 sur l'état d'urgence.
Le 9 mars, une circulaire signée par le ministre de l’Intérieur Christophe Castaner est adressée aux préfets pour évoquer le recueil des procurations des « personnes vulnérables accueillies dans des hébergements collectifs ». Invoquant des ambiguïtés, l'Association de défense des libertés constitutionnelles, un groupe de juristes, forme un recours, qui aboutit à des réserves d'interprétation du Conseil d'État le 12 mars.
Le 12 mars, le report des élections semble être sérieusement envisagé par l'exécutif français, sur la base de « nouvelles données scientifiques » qui auraient fait évoluer la position d'Emmanuel Macron ; l'état d'urgence et l'article 16 seraient également « sur la table ». Plusieurs personnalités de l'opposition font alors savoir qu'elles s'opposent fermement à toute idée de report des élections municipales du 15 mars,, ; le président des Républicains, Christian Jacob, déclare notamment que « si c'était le cas, c'est un coup d'État, c'est un coup de force institutionnel, c'est l'utilisation de la crise sanitaire pour éviter une débâcle électorale ».
L'option est officiellement écartée en fin de journée. Pour Emmanuel Macron, qui s’exprime à 20 heures, les scientifiques indiquent que « rien ne s'oppose à ce que les Français, même les plus vulnérables, se rendent aux urnes ». Il annonce également la fermeture des écoles pour le lundi suivant. Selon Olivier Faure, Agnès Firmin-Le Bodo, Jean-Luc Mélenchon ou Marine Le Pen, il n'avait jamais été question de report lors de la réunion qui s'était tenue le matin même à l'hôtel Matignon avec les chefs des partis, les présidents des Assemblées et des groupes parlementaires ainsi que les présidents des associations d'élus réunis par le Premier ministre, Édouard Philippe,. Le maintien du scrutin aurait été exigé par le président du Sénat, Gérard Larcher, et le président de l’Association des maires de France, François Baroin. Les jours suivants, la majorité indique que le chef de l’État se serait rallié à leurs vues,,.
Olivier Véran, ministre de la Santé, explique que ce choix « n'a pas été politique » et qu’il repose sur un « appel aux meilleurs scientifiques du pays », via le conseil scientifique, présidé par Jean-François Delfraissy, « cador de l'épidémiologie », en soulignant que « chacun pourra venir avec son stylo » et qu'« il y aura du gel hydroalcoolique avant et après » le vote, mais aussi « des panneaux qui informeront sur les gestes barrières ». Pour l'éditorialiste Christophe Barbier, chroniqueur sur BFM TV, l'agitation autour du report des élections aurait été une stratégie de « communication de l'Élysée » : selon lui, le report des élections municipales n'avait pas de « base politique car tous les partis étaient contre, et pas de base médicale car dans un bureau de vote, on peut s'organiser » ; Emmanuel Macron « savait qu'il n'arrêterait pas les municipales mais il a voulu montrer aux Français que même l'impossible, il pouvait l'envisager ». Réalisé avant l'allocution du 12 mars, un sondage Odoxa indique que 64 % des Français approuvent le maintien des élections municipales, bien que 22 % des sondés souhaitant voter déclarent pouvoir s’abstenir à cause de la pandémie.
À la veille du scrutin, les déclarations réclamant le report des élections se multiplient. Une lettre ouverte d'une quinzaine de médecins demande le report. Le Premier ministre annonce peu après la fermeture des restaurants et cafés, mais confirme le maintien du scrutin. Le directeur général de la Santé, Jérôme Salomon, annonce dans la foulée que la France est désormais au stade 3 de l'épidémie. Renaud Muselier, médecin et président LR du conseil régional de Provence-Alpes-Côte d'Azur, considère alors qu’il « devient raisonnable, cohérent et même nécessaire de reporter le scrutin municipal », tout comme plusieurs de ses homologues LR de Normandie, Corse et Occitanie, ainsi que François Bayrou. Une nouvelle lettre ouverte de 17 médecins demande le report des deux tours. Le jour des élections, de nombreux tweets de soignants appellent à ne pas se rendre aux urnes.

## Modalités

### Dates
Le 16 juillet 2019, le ministère de l’Intérieur annonce que les élections doivent se tenir les 15 et 22 mars 2020. Les candidatures pour le premier tour doivent être déposées au plus tard le 27 février 2020.
Au lendemain du premier tour, le report du second tour est annoncé par le président de la République en raison du coronavirus, ce qui est acté par la loi d'urgence pour faire face à l'épidémie de Covid-19 du 23 mars 2020. Le Premier ministre Édouard Philippe annonce le 22 mai une date « réversible » pour l'organisation du second tour : le 28 juin.

### Modes de scrutin
Le mode de scrutin dépend de la taille de la commune :
- Scrutin majoritaire plurinominal avec listes ouvertes et panachage pour les communes de moins de 1 000 habitants,
- Scrutin proportionnel plurinominal avec prime majoritaire, pour les communes plus peuplées.

| Nombre d'habitants     | < 100    | < 500    | < 1 500   | < 2 500   | < 3 500   | < 5 000   | < 10 000  | < 20 000  | < 30 000 | < 40 000  | < 50 000 |
| ---------------------- | -------- | -------- | --------- | --------- | --------- | --------- | --------- | --------- | -------- | --------- | -------- |
| Conseillers municipaux | 7        | 11       | 15        | 19        | 23        | 27        | 29        | 33        | 35       | 39        | 43       |
| Nombre d'habitants     | < 60 000 | < 80 000 | < 100 000 | < 150 000 | < 200 000 | < 250 000 | < 300 000 | > 300 000 | Lyon     | Marseille | Paris    |
| Conseillers municipaux | 45       | 49       | 53        | 55        | 59        | 61        | 65        | 69        | 73       | 101       | 163      |

#### Communes de moins de1 000 habitants
L'élection des conseillers municipaux se déroule au scrutin majoritaire plurinominal à deux tours, avec panachage :
- au premier tour, des candidats sont élus s'ils ont obtenu la majorité absolue des suffrages exprimés et le vote d'au moins le quart des électeurs inscrits ;
- si tous les postes ne sont pas pourvus (ce qui inclut de facto le cas où le nombre de candidatures est inférieur au nombre de postes à pourvoir), un second tour est organisé, dans lequel la majorité relative suffit. Tous les candidats présents au premier tour sont admis à se présenter au second tour, mais un candidat peut renoncer[48]. De nouvelles candidatures peuvent être déclarées si le nombre de candidats est inférieur au nombre de postes à pourvoir. Si plusieurs candidats obtiennent le même nombre de suffrages, l'élection est acquise au plus âgé lorsque tous ne peuvent être élus compte tenu du nombre de sièges à pourvoir[49].

Depuis la réforme du 17 mai 2013, une déclaration de candidature en préfecture ou sous-préfecture est obligatoire. Les candidatures isolées et les listes incomplètes sont autorisées, mais on ne peut être élu si l'on n'a pas préalablement fait acte de candidature. Les suffrages sont comptabilisés individuellement, et le panachage est autorisé : les électeurs ont le droit de ne pas respecter les listes de candidats, en votant pour des candidats issus de listes différentes.

#### Communes de1 000 habitantset plus
Dans les communes de plus de 1 000 habitants, l'élection des conseillers municipaux se déroule selon un scrutin de liste à deux tours avec représentation proportionnelle : les candidats se présentent en listes complètes avec la possibilité de deux candidats supplémentaires. Lors du vote, on ne peut faire ni adjonction, ni suppression, ni modification de l'ordre de présentation des listes.
L'élection peut se limiter à un seul tour en cas de majorité absolue, ou donner lieu à un second tour, auquel cas :
- les listes qui ont obtenu au moins 10 % des suffrages exprimés peuvent s'y maintenir ;
- les candidats d'une liste qui a obtenu plus de 5 %, sans pouvoir se maintenir en tant que tels, peuvent cependant rejoindre une autre liste[53], ce qui peut amener à modifier l'ordre de présentation des candidats.

Les élections municipales des communes de plus de 1 000 habitants constituent un scrutin majoritaire avec une dose proportionnelle : on attribue d'abord la moitié (arrondie si nécessaire à l'entier supérieur) des sièges à pourvoir à la liste qui a le plus de voix au premier tour ou, s'il y a lieu, au second ; les autres sièges sont répartis entre toutes les listes présentes au dernier tour ayant eu plus de 5 % des suffrages exprimés (y compris la liste majoritaire) à la représentation proportionnelle à la plus forte moyenne.

#### Régimes particuliers de Paris, Marseille et Lyon
Dans les trois villes de France les plus peuplées, à savoir Paris, Marseille et Lyon, l'élection se fait par secteur électoral, en suivant les mêmes règles que pour les communes de plus de 1 000 habitants. À Paris, les quatre premiers arrondissements de Paris forment à partir de ce scrutin un secteur unique, tandis que les 5e à 20e arrondissements constituent chacun leur propre secteur. À Lyon, les secteurs correspondent aux arrondissements de la ville, tandis qu'à Marseille chacun des huit secteurs regroupe deux arrondissements. Des conseillers d'arrondissement sont également élus.

#### Régime particulier pour les communes nouvelles lors du premier renouvellement du conseil municipal
Pour les communes nouvelles, lors du premier renouvellement du conseil municipal (cela concerne notamment les élections municipales de 2020), le nombre de conseillers à élire est supérieur à la strate démographique dans laquelle elles se trouvent. Par exemple, une commune nouvelle ayant entre 2 500 et 3 499 habitants devrait élire, de par sa strate démographique, 23 conseillers municipaux. Au premier renouvellement, elle devra élire au moins 27 conseillers. En effet, « pour éviter une diminution trop brutale du nombre de conseillers municipaux, la loi du 1er août 2019 prévoit que le nombre de conseillers municipaux de la commune nouvelle ne peut pas être inférieur au tiers du nombre total des conseillers lors de la création de la commune nouvelle, dans la limite de 69 élus ». Par exemple, Cherbourg-en-Cotentin, avec ses 79 200 habitants, compte début 2020 163 conseillers municipaux issus de la réunion de cinq communes. Figurant dans la strate démographique inférieure à 80 000 habitants, une commune habituelle devrait élire 49 conseillers. Étant une commune nouvelle, elle bénéficie de la strate supérieure, soit 53 conseillers. Cependant, ce nombre ne peut être inférieur au tiers des 163 conseillers actuels, soit 55.

#### Intercommunalités et métropole de Lyon
Les délégués d'une commune au sein du conseil de son établissement public de coopération intercommunale à fiscalité propre (selon les cas, communauté de communes, communauté d'agglomération, communauté urbaine ou métropole) sont élus lors des élections municipales.
Chaque commune est représentée au conseil communautaire par un nombre de représentants tenant compte de sa population, élus comme suit :
- commune de moins de 1 000 habitants : les représentants de la commune au conseil communautaire sont les membres du conseil municipal désignés dans l'ordre du tableau (maire, puis adjoints, puis conseillers municipaux)[57] ;
- commune de plus de 1 000 habitants : les conseillers communautaires sont élus en même temps que les conseillers municipaux. Sur un seul et même bulletin doivent figurer la liste des candidats au conseil municipal et celle des candidats au conseil communautaire (scrutin fléché)[58]. Les représentants des communes dans les EPCI sans fiscalité propre (syndicat intercommunal à vocation unique, syndicat intercommunal à vocation multiple, syndicat mixte) continuent d'être élus par chacun des conseils municipaux concernés, comme c'était le cas avant 2014 pour toutes les intercommunalités.

Dans le cas de la métropole de Lyon, qui est une collectivité à statut particulier, les 150 conseillers métropolitains siégeant au conseil de la métropole de Lyon sont élus au suffrage universel direct en parallèle des élections municipales dans les 59 communes concernées. Le territoire est découpé en 14 circonscriptions métropolitaines ; ainsi, un conseiller métropolitain représente non pas une commune mais une circonscription.

### Report du second tour
Le 16 mars 2020, le président Emmanuel Macron annonce le report du second tour en précisant que les communes dans lesquelles une liste l’a emporté au premier tour ne sont pas concernées. Au total, 4 816 communes sont visées par cette annonce :
- 1 541 communes de 1 000 habitants ou plus dans lesquelles aucune liste n'a obtenu la majorité des suffrages ;
- 3 253 communes de moins de 1 000 habitants où le nombre de conseillers municipaux élus est insuffisant ;
- 22 communes de moins de 1 000 habitants dans lesquelles aucun candidat n'a réuni 25 % des inscrits.

Il est par la suite décidé que l'élection des nouveaux maires et exécutifs locaux par les conseils d’installation est repoussée de plusieurs semaines, le mandat des élus sortants étant prolongé,. Il en est de même pour l'élection des présidents d'intercommunalités.
Le report de la deuxième phase d'un scrutin est rare et aucune disposition explicite ne prévoit ce cas de figure. Des « circonstances exceptionnelles » avaient été invoquées en 1973 pour justifier le report du second tour des élections législatives à La Réunion, alors que l'île avait été frappée par un cyclone entre les deux tours. Une interprétation littérale de la loi imposant un second tour le dimanche suivant le premier (article L-56) et l’idée que les deux tours forment un bloc (article L. 227 du Code électoral), faite notamment par le constitutionnaliste Didier Maus, entraînerait l'annulation du premier tour. Jean-Philippe Derosier, professeur de droit public à l’université de Lille, évoque une mesure contraire à la Constitution et une « atteinte à la sincérité du scrutin ».
Toutefois, la professeure de droit constitutionnel Anne-Marie Cohendet et le professeur de droit public Bruno Daugeron estiment qu'un report de quelques mois est possible par une loi, surtout si ce report fait consensus parmi les partis, et que le Conseil d'État « a déjà validé des mesures contraires à la légalité au nom de circonstances exceptionnelles » et plus encore par le fait que le Conseil constitutionnel pourrait rejeter une mesure ignorant les suffrages exprimés le 15 mars.
Dans un avis rendu le 18 mars 2020 sur le projet de loi d'urgence proposé en Conseil des ministres, le Conseil d’État indique que « le second tour doit se tenir dans un délai de trois mois », à défaut de quoi le premier tour doit être à nouveau organisé dans les communes où les conseils municipaux sont incomplets.
Ce report est décidé par la loi no 2020-290 du 23 mars 2020 d'urgence pour faire face à l'épidémie de Covid-19, qui prévoit notamment que :
- Le second tour est « reporté au plus tard en juin 2020, en raison des circonstances exceptionnelles liées à l'impérative protection de la population face à l'épidémie de Covid-19. Sa date est fixée par décret en conseil des ministres, pris le mercredi 27 mai 2020 au plus tard si la situation sanitaire permet l'organisation des opérations électorales (…) Les déclarations de candidature à ce second tour sont déposées au plus tard le mardi qui suit la publication du décret de convocation des électeurs » ;
- les conseillers municipaux élus au premier tour « entrent en fonction à une date fixée par décret au plus tard au mois de juin 2020, aussitôt que la situation sanitaire le permet » ;
- Les élus de la mandature 2014-2020, et notamment les maires et adjoints, restent en fonction — même si leur liste a été battue au premier tour — jusqu'à l'élection des nouveaux maires qui interviendra après la fin de la crise sanitaire.

Dans l'hypothèse où les conditions sanitaires ne permettraient pas l'organisation du second tour en juin, une loi organisera de nouvelles élections municipales, et le mandat des élus de la mandature 2014-2020 sera prolongé jusqu'à l'élection de leurs successeurs.
Une ordonnance du 1er avril 2020 définit les modalités d'organisation de ce second tour, notamment en ce qui concerne les dates limites de dépôt des candidatures, les caractéristiques des listes électorales qui seront utilisées pour le scrutin et les modalités de financement des partis et groupements politiques.
Dans les communes où les conseils municipaux ont été intégralement constitués dès le premier tour, les nouveaux élus entrent finalement en fonction le 18 mai 2020.
Conformément aux dispositions de l'article 19 de la loi du 23 mars 2020 d'urgence pour faire face à l'épidémie de Covid-19, « la première réunion du conseil municipal se tient de plein droit au plus tôt cinq jours et au plus tard dix jours après cette entrée en fonction », c'est-à-dire entre le 23 et le 28 mai 2020, afin d'élire le maire et les adjoints au maire. Cette séance se déroule selon des modalités adaptées à la situation, avec des règles de quorum assouplies et la possibilité de réunir le conseil municipal y compris hors de la commune,,,.
Dans les communes de moins de 1 000 habitants où une partie du conseil municipal a été élue le 15 mars, mais où le conseil municipal n'est pas complet, les élus du premier tour « entrent en fonction le lendemain du second tour de l'élection ».

## Financements

### Impression et affichage
L'État rembourse aux candidats les frais d'impression des circulaires, des bulletins de vote et des affiches sous certaines conditions.
Une condition de résultat : le droit à remboursement est ouvert exclusivement aux listes de candidats qui obtiennent au moins 5 % des suffrages exprimés.
Une condition relative à la qualité du papier utilisé : le papier de qualité écologique doit être soit du papier contenant au moins 50 % de fibres recyclées au sens de la norme ISO 14021 soit du papier bénéficiant d'une certification de gestion durable des forêts délivrée par les systèmes FSC, PEFC ou équivalent.
Une condition d'impression : les circulaires des candidats tête de liste sont imprimées sur papier blanc ou de couleur dont le grammage est de 70 grammes au mètre carré, le format est de 210 millimètres sur 297 millimètres. Les bulletins de vote sont imprimés en une seule couleur sur papier blanc dont le grammage est de 70 grammes au mètre carré. Le format est de 148 millimètres de largeur et 210 millimètres de hauteur pour 5 à 31 noms, 210 millimètres de largeur et 297 millimètres de hauteur au-delà de 31 noms.
Les affiches imprimées sur papier blanc sont interdites. L'affiche de grand format mesure 594 mm × 841 mm.
Le tarif maximal de remboursement est fixé par l'arrêté du 29 janvier 2020.

### Dépenses de campagne
Dans les communes de moins de 9 000 habitants, les candidats ne bénéficient d'aucun financement public mais n’ont pas d’obligation.
Dans les communes d'au moins 9 000 habitants, les candidats bénéficient d'une aide publique dès lors qu'ils respectent les règles relatives au financement d’une campagne électorale et qu'ils ont obtenu au moins 5 % des suffrages exprimés. Le remboursement correspond à l'apport personnel des candidats dans la limite de 47,5 % d'un plafond fixé en fonction du nombre d’habitants de la commune. Le candidat doit nommer un mandataire financier qui peut recueillir les fonds et engager les dépenses de campagne. Un compte de campagne retraçant la totalité de ses recettes et de ses dépenses est déposé à la Commission nationale des comptes de campagne et des financements politiques (CNCCFP).

## Campagne

### Partis politiques
Les mouvements Génération.s, ainsi que La République en marche, La France insoumise et le Mouvement radical, résultants d'une scission vis-à-vis du Parti socialiste d'une part pour les trois premiers ou d'une réunification entre le Parti radical et le Parti radical de gauche (qui reprend par la suite son indépendance), celui-ci se scindant également en deux, présentent des listes pour la première fois aux élections municipales. Le parti Agir, issu d'une scission de LR, et Les Patriotes, issus d’une scission du RN, se présentent également pour la première fois aux élections municipales.

### Primaires

#### Primaires ouvertes
| Ville       | Organisé par | Organisé par                                                     | Date            | Participation     | Vainqueur                        |
| ----------- | ------------ | ---------------------------------------------------------------- | --------------- | ----------------- | -------------------------------- |
| Roubaix     |              | Collectif Roubaix 2020                                           | 7 mars 2019     | 536 (tour unique) | André Renard (PS)                |
| Pontivy     |              | La France insoumise Parti socialiste Union démocratique bretonne | 5 mai 2019      | 260 (tour unique) | Marie-Madeleine Doré-Lucas (LFI) |
| Montpellier |              | Europe Écologie Les Verts                                        | 12 octobre 2019 | 789 (tour unique) | Clothilde Ollier                 |

#### Primaires internes
| Ville       | Organisé par | Organisé par              | Date                | Participation     | Vainqueur                                      |
| ----------- | ------------ | ------------------------- | ------------------- | ----------------- | ---------------------------------------------- |
| Metz        |              | Parti socialiste          | 25 mars 2019        | 129 (tour unique) | Thomas Scuderi                                 |
| Paris       |              | Europe Écologie Les Verts | 1er juin 2019       | 509 (tour unique) | David Belliard                                 |
| Carcassonne |              | Parti socialiste          | 27 juin 2019        | 89 (tour unique)  | Tamara Rivel                                   |
| Argenteuil  |              | Argenteuil en commun      | 4 et 5 octobre 2019 | 290 (tour unique) | Alima Boumediene-Thiery (E!)                   |
| Brest       |              | Parti socialiste          | 7 octobre 2019      | 116 (tour unique) | François Cuillandre                            |
| Strasbourg  |              | Parti socialiste          | 10 octobre 2019     | 101 (tour unique) | Mathieu Cahn                                   |
| Angers      |              | Aimer Angers              | 7 novembre 2019     | 173 (tour unique) | Silvia Camara-Tombini (PS) et Philippe Violant |

### Communes sans candidature
Au total, 106 communes, dont quatre de plus de 1 000 habitants, se retrouvent sans candidat ou sans liste. Ce chiffre est en augmentation par rapport aux élections municipales de 2014, qui avaient connu 61 communes sans candidature dont une de plus de 1 000 habitants. Comme pour toutes les communes, chaque électeur peut se porter candidat pour le deuxième tour si le nombre de candidats est inférieur au nombre de postes à pourvoir. Parmi ces communes, on trouve :
- Ambleville (Charente)[224] ;
- Arrien (Pyrénées-Atlantiques)[126] ;
- Buellas (Ain)[225] ;
- Empuré (Charente)[224] ;
- Escout (Pyrénées-Atlantiques)[224] ;
- Etsaut (Pyrénées-Atlantiques)[224] ;
- Flée (Sarthe)[226] ;
- Héloup (Orne)[227] ;
- Higuères-Souye (Pyrénées-Atlantiques)[224] ;
- Miquelon-Langlade (Saint-Pierre-et-Miquelon)[228] ;
- Mortemart (Haute-Vienne)[229] ;
- Orret (Côte-d'Or)[230] ;
- Pardies-Piétat (Pyrénées-Atlantiques)[224] ;
- Péron (Ain)[225] ;
- Persquen (Morbihan)[231] ;
- Pont-d'Ain (Ain)[225] ;
- Prunay-le-Gillon (Eure-et-Loir)[232] ;
- Rempnat (Haute-Vienne)[229] ;
- Saint-Bonnet-les-Tours-de-Merle (Corrèze)[233] ;
- Saint-Geniez-ô-Merle (Corrèze)[233] ;
- Saint-Georges-de-la-Couée (Sarthe)[226] ;
- Saint-Yrieix-la-Montagne (Creuse)[234] ;
- Souillé (Sarthe)[226] ;
- Urost (Pyrénées-Atlantiques)[224] ;
- Verrières (Charente)[224] ;
- Veyrières (Corrèze)[233].

Les six communes dites « mortes pour la France » ne sont pas concernées par ce scrutin et se voient attribuer un maire sur proposition du conseil départemental.

## Sondages au niveau national
Ci-dessous figure la liste des intentions de vote nationales. Les intentions de vote dans les communes spécifiquement sondées peuvent se trouver dans la page qui leur est consacrée.
| Institut           | Date                 | Échantillon | Abstention | LO/NPA | PCF | LFI | G·s | EÉLV   | PS   | LREM | MoDem | UDI    | LR     | DLF | RN   | Autres | Sans étiquette |
| ------------------ | -------------------- | ----------- | ---------- | ------ | --- | --- | --- | ------ | ---- | ---- | ----- | ------ | ------ | --- | ---- | ------ | -------------- |
| Institut           | Date                 | Échantillon | Abstention |        |     |     |     |        |      |      |       |        |        |     |      |        |                |
| Odoxa              | 22 – 23 janvier 2020 | 1 002       | 25 %       | –      | –   | 7 % | –   | 13,5 % | 11 % | 18 % | 18 %  | 13,5 % | 13,5 % | –   | 14 % | 4 %    | 19 %           |
| Harris Interactive | 22 mai – 7 juin 2018 | 1 674       | –          | 2 %    | 9 % | 9 % | 2 % | 19 %   | 19 % | 27 % | 27 %  | 5 %    | 18 %   | 5 % | 13 % | –      | –              |

Selon un sondage OpinionWay de juin 2019, 68 % des Français considèrent que le maire est l'élu qui comprend le mieux les préoccupations au quotidien, 65 % peuvent citer son nom et son étiquette politique, 71 % sont satisfaits de son travail depuis 2014, 73 % adhèrent au non-cumul des mandats et 51 % souhaitent le réélire ou élire un candidat qu'il soutient.

## Résultats

### Taux de participation
| Taux de participation | 1er tour | Différence avec 2014 | 2d tour | Différence avec 2014 | Différence entre les deux tours |
| --------------------- | -------- | -------------------- | ------- | -------------------- | ------------------------------- |
| À 12 h                | 18,38 %  | 4,78                 | 15,29 % | 4,54                 | 3,09                            |
| À 17 h                | 38,77 %  | 15,95                | 34,67 % | 17,69                | 4,1                             |
| Final                 | 44,66 %  | 18,89                | 41,86 % | 20,27                | 2,8                             |

### Résultats généraux
|                        | Communes à scrutin de listes | Communes à scrutin de listes | Communes à scrutin de listes | Communes à scrutin de listes | Communes à scrutin majoritaire | Communes à scrutin majoritaire | Communes à scrutin majoritaire | Communes à scrutin majoritaire | Ensemble des communes | Ensemble des communes | Ensemble des communes | Ensemble des communes |
| Premier tour           | Premier tour                 | Second tour                  | Second tour                  | Premier tour                 | Premier tour                   | Second tour                    | Second tour                    | Premier tour                   | Premier tour          | Second tour           | Second tour           |                       |
| Voix                   | %                            | Voix                         | %                            | Voix                         | %                              | Voix                           | %                              | Voix                           | %                     | Voix                  | %                     |                       |
| ---------------------- | ---------------------------- | ---------------------------- | ---------------------------- | ---------------------------- | ------------------------------ | ------------------------------ | ------------------------------ | ------------------------------ | --------------------- | --------------------- | --------------------- | --------------------- |
| Votes valides          | 15 789 730                   | 95,36                        | 6 175 538                    | 97,08                        | 4 058 899                      | 97,06                          | 483 307                        | 94,94                          | 19 848 629            | 95,70                 | 6 658 845             | 96,92                 |
| Votes blancs           | 286 499                      | 1,73                         | 104 008                      | 1,64                         | 38 838                         | 0,93                           | 10 462                         | 2,06                           | 325 337               | 1,57                  | 114 470               | 1,67                  |
| Votes nuls             | 482 150                      | 2,91                         | 81 694                       | 1,28                         | 84 089                         | 2,01                           | 15 321                         | 3,01                           | 566 239               | 2,73                  | 97 015                | 1,41                  |
|                        |                              |                              |                              |                              |                                |                                |                                |                                |                       |                       |                       |                       |
| Total                  | 16 558 379                   | 100                          | 6 361 240                    | 100                          | 4 181 826                      | 100                            | 509 090                        | 100                            | 20 740 205            | 100                   | 6 870 330             | 100                   |
| Abstentions            | 22 900 121                   | 58,04                        | 9 147 843                    | 58,98                        | 2 797 085                      | 40,08                          | 393 174                        | 43,58                          | 25 697 206            | 55,34                 | 9 541 017             | 58,14                 |
| Inscrits/participation | 39 458 500                   | 41,96                        | 15 509 083                   | 41,02                        | 6 978 911                      | 59,92                          | 902 264                        | 56,42                          | 46 437 411            | 44,66                 | 16 411 347            | 41,86                 |

### Communes de plus de1 000 habitants
| Listes | Listes                               | Listes | Premier tour | Premier tour | Premier tour | Second tour | Second tour | Second tour | Total sièges | Total sièges | +/-    |
| Listes | Listes                               | Listes | Voix         | %            | Sièges       | Voix        | %           | Sièges      | Nombre       | %            | +/-    |
| ------ | ------------------------------------ | ------ | ------------ | ------------ | ------------ | ----------- | ----------- | ----------- | ------------ | ------------ | ------ |
|        | Divers droite                        | DVD    | 2 764 243    | 17,51        | 22 332       | 1 147 627   | 18,58       | 8 225       | 30 557       | 13,71        | 45 705 |
|        | Divers gauche                        | DVG    | 2 364 848    | 14,98        | 15 023       | 1 073 093   | 17,38       | 7 607       | 22 630       | 10,16        | 21 609 |
|        | Divers centre                        | DVC    | 1 327 168    | 8,41         | 8 291        | 661 943     | 10,72       | 4 561       | 12 852       | 5,77         | Nv     |
|        | Divers                               | DIV    | 1 121 434    | 7,10         | 8 986        | 480 324     | 7,78        | 4 393       | 13 379       | 6,00         | 21 322 |
|        | Union de la gauche                   | UG     | 811 811      | 5,14         | 2 287        | 845 022     | 13,68       | 1 943       | 4 230        | 1,90         | 8 692  |
|        | Les Républicains                     | LR     | 725 454      | 4,59         | 3 534        | 330 615     | 5,35        | 1 639       | 5 173        | 2,32         | 5 978  |
|        | Europe Écologie Les Verts            | VEC    | 373 959      | 2,37         | 183          | 127 049     | 2,06        | 332         | 515          | 0,23         | 182    |
|        | Rassemblement national               | RN     | 363 699      | 2,30         | 498          | 145 900     | 2,36        | 329         | 827          | 0,37         | 671    |
|        | Union de la droite                   | UD     | 355 326      | 2,25         | 547          | 327 482     | 5,30        | 820         | 1 367        | 0,61         | 9 968  |
|        | Parti socialiste                     | PS     | 287 180      | 1,82         | 1 810        | 120 317     | 1,95        | 759         | 2 569        | 1,15         | 9 709  |
|        | Union du centre                      | UC     | 262 863      | 1,66         | 320          | 142 147     | 2,30        | 284         | 604          | 0,27         | 40     |
|        | La République en marche              | LREM   | 260 047      | 1,65         | 268          | 110 608     | 1,79        | 356         | 624          | 0,28         | Nv     |
|        | Parti communiste français            | COM    | 166 703      | 1,06         | 1 072        | 56 273      | 0,91        | 354         | 1 426        | 0,64         | 230    |
|        | Écologiste                           | ECO    | 137 540      | 0,87         | 426          | 73 093      | 1,18        | 430         | 856          | 0,38         | Nv     |
|        | Union des démocrates et indépendants | UDI    | 95 945       | 0,61         | 561          | 51 087      | 0,83        | 358         | 919          | 0,41         | 4 454  |
|        | Régionaliste                         | REG    | 79 390       | 0,50         | 246          | 42 612      | 0,69        | 273         | 519          | 0,23         | Nv     |
|        | Extrême gauche                       | EXG    | 76 499       | 0,48         | 26           | 5 565       | 0,09        | 5           | 31           | 0,01         | 30     |
|        | La France insoumise                  | LFI    | 68 208       | 0,43         | 26           | 12 290      | 0,20        | 20          | 46           | 0,02         | Nv     |
|        | Extrême droite                       | EXD    | 26 266       | 0,17         | 43           | 18 208      | 0,30        | 108         | 151          | 0,07         | 51     |
|        | Modem                                | MDM    | 20 050       | 0,13         | 65           | 7 373       | 0,12        | 38          | 103          | 0,05         | 894    |
|        | Debout la France                     | DLF    | 4 732        | 0,03         | 5            | 427         | 0,01        | 1           | 6            | 0,00         | Nv     |
|        | Parti radical de gauche              | RDG    | 3 403        | 0,02         | 54           | 0           | 0,00        | 0           | 54           | 0,02         | Nv     |
|        | Gilets jaunes                        | GJ     | 3 258        | 0,02         | 2            | 87          | 0,00        | 0           | 2            | 0,00         | Nv     |
|        | Sans étiquette                       | NC     | 4 089 704    | 25,90        | 115 394      | 396 396     | 6,42        | 7 820       | 123 214      | 55,30        | Nv     |
|        | Sièges non encore attribués[Quand ?] |        |              |              |              |             |             | 164         | 164          | 0,07         | -      |
| Total  | Total                                | Total  | 15 789 730   | 100          | 181 999      | 6 175 538   | 100         | 40 819      | 222 818      | 100          | 8 093  |

### Communes de plus de100 000 habitants
N.B. : les liens internes des noms des villes dans le tableau ci-dessous amènent vers les pages dédiées à leurs scrutins respectifs.
| Commune                | Département         | Maire sortant            | Parti | Parti | Maire élu                | Parti | Parti |
| ---------------------- | ------------------- | ------------------------ | ----- | ----- | ------------------------ | ----- | ----- |
| Aix-en-Provence        | Bouches-du-Rhône    | Maryse Joissains-Masini  | LR    |       | Maryse Joissains-Masini  | LR    |       |
| Amiens                 | Somme               | Brigitte Fouré           | UDI   |       | Brigitte Fouré           | UDI   |       |
| Angers                 | Maine-et-Loire      | Christophe Béchu         | DVD   |       | Christophe Béchu         | DVD   |       |
| Annecy                 | Haute-Savoie        | Jean-Luc Rigaut          | UDI   |       | François Astorg          | ÉCO   |       |
| Argenteuil             | Val-d'Oise          | Georges Mothron          | LR    |       | Georges Mothron          | LR    |       |
| Besançon               | Doubs               | Jean-Louis Fousseret*    | LREM  |       | Anne Vignot              | EÉLV  |       |
| Bordeaux               | Gironde             | Nicolas Florian          | LR    |       | Pierre Hurmic            | EÉLV  |       |
| Boulogne-Billancourt   | Hauts-de-Seine      | Pierre-Christophe Baguet | LR    |       | Pierre-Christophe Baguet | LR    |       |
| Brest                  | Finistère           | François Cuillandre      | PS    |       | François Cuillandre      | PS    |       |
| Caen                   | Calvados            | Joël Bruneau             | LR    |       | Joël Bruneau             | LR    |       |
| Clermont-Ferrand       | Puy-de-Dôme         | Olivier Bianchi          | PS    |       | Olivier Bianchi          | PS    |       |
| Dijon                  | Côte-d'Or           | François Rebsamen        | PS    |       | François Rebsamen        | PS    |       |
| Grenoble               | Isère               | Éric Piolle              | EÉLV  |       | Éric Piolle              | EÉLV  |       |
| Le Havre               | Seine-Maritime      | Jean-Baptiste Gastinne*  | LR    |       | Édouard Philippe         | DVD   |       |
| Le Mans                | Sarthe              | Stéphane Le Foll         | PS    |       | Stéphane Le Foll         | PS    |       |
| Lille                  | Nord                | Martine Aubry            | PS    |       | Martine Aubry            | PS    |       |
| Limoges                | Haute-Vienne        | Émile Roger Lombertie    | LR    |       | Émile Roger Lombertie    | LR    |       |
| Lyon                   | Rhône               | Gérard Collomb*          | LREM  |       | Grégory Doucet           | EÉLV  |       |
| Marseille              | Bouches-du-Rhône    | Jean-Claude Gaudin*      | LR    |       | Michèle Rubirola         | EELV  |       |
| Metz                   | Moselle             | Dominique Gros*          | PS    |       | François Grosdidier      | LR    |       |
| Montpellier            | Hérault             | Philippe Saurel          | DVG   |       | Michaël Delafosse        | PS    |       |
| Montreuil              | Seine-Saint-Denis   | Patrice Bessac           | PCF   |       | Patrice Bessac           | PCF   |       |
| Mulhouse               | Haut-Rhin           | Michèle Lutz             | LR    |       | Michèle Lutz             | LR    |       |
| Nancy                  | Meurthe-et-Moselle  | Laurent Hénart           | MR    |       | Mathieu Klein            | PS    |       |
| Nantes                 | Loire-Atlantique    | Johanna Rolland          | PS    |       | Johanna Rolland          | PS    |       |
| Nice                   | Alpes-Maritimes     | Christian Estrosi        | LR    |       | Christian Estrosi        | LR    |       |
| Nîmes                  | Gard                | Jean-Paul Fournier       | LR    |       | Jean-Paul Fournier       | LR    |       |
| Orléans                | Loiret              | Olivier Carré            | DVD   |       | Serge Grouard            | LR    |       |
| Paris                  | Paris               | Anne Hidalgo             | PS    |       | Anne Hidalgo             | PS    |       |
| Perpignan              | Pyrénées-Orientales | Jean-Marc Pujol          | LR    |       | Louis Aliot              | RN    |       |
| Reims                  | Marne               | Arnaud Robinet           | LR    |       | Arnaud Robinet           | LR    |       |
| Rennes                 | Ille-et-Vilaine     | Nathalie Appéré          | PS    |       | Nathalie Appéré          | PS    |       |
| Rouen                  | Seine-Maritime      | Yvon Robert*             | PS    |       | Nicolas Mayer-Rossignol  | PS    |       |
| Saint-Denis            | La Réunion          | Gilbert Annette*         | PS    |       | Ericka Bareigts          | PS    |       |
| Saint-Denis            | Seine-Saint-Denis   | Laurent Russier          | PCF   |       | Mathieu Hanotin          | PS    |       |
| Saint-Étienne          | Loire               | Gaël Perdriau            | LR    |       | Gaël Perdriau            | LR    |       |
| Saint-Paul             | La Réunion          | Joseph Sinimalé          | LR    |       | Huguette Bello           | PLR   |       |
| Strasbourg             | Bas-Rhin            | Roland Ries*             | DVG   |       | Jeanne Barseghian        | EÉLV  |       |
| Toulon                 | Var                 | Hubert Falco             | LR    |       | Hubert Falco             | LR    |       |
| Toulouse               | Haute-Garonne       | Jean-Luc Moudenc         | LR    |       | Jean-Luc Moudenc         | LR    |       |
| Tours                  | Indre-et-Loire      | Christophe Bouchet       | MR    |       | Emmanuel Denis           | EÉLV  |       |
| Villeurbanne           | Rhône               | Jean-Paul Bret*          | PS    |       | Cédric Van Styvendael    | PS    |       |
| * Ne se représente pas |                     |                          |       |       |                          |       |       |

Bilan des élections sur les 42 communes de plus de 100 000 habitants : 14 maires LR et 1 UDI, 14 maires PS, 8 maires EÉLV ou apparentés, 2 maires PCF, un maire RN et 2 maires DVD, proches du Gouvernement Édouard Philippe (2) ont été élus.
Aucun maire issu du MR et de LREM n'a été élu où réélu.

### Analyses

#### Premier tour
Le 15 mars, le taux d'abstention du premier tour s’élève à 53,5 % des inscrits, ce qui constitue un record pour des élections municipales (– 18 points par rapport à 2014). Cette situation s’explique notamment par la crainte de la pandémie de Covid-19, qui passe le stade 3 en France la veille des élections. Selon un sondage Ipsos, la participation reste variable en fonction des préférences politiques, avec 61 % pour les électeurs LREM-MoDem et 55 % pour ceux de la droite, mais seulement 40 % des électeurs RN et 44 % de ceux de la gauche. Selon cette enquête, les seniors ont le plus voté : 63 % des 70 ans ou plus, contre seulement 30 % des moins de 25 ans. Interrogés la veille et l’avant-veille du vote, les abstentionnistes, étaient 39 % à citer avant tout le coronavirus comme cause de leur probable non-participation mais « la manière dont cette peur a influencé les résultats est moins claire », selon un sondeur.
Le scrutin est marqué par une forte progression des listes écologistes, en particulier celles liées à Europe Écologie Les Verts. Le maire de Grenoble, Éric Piolle, seul maire écologiste sortant d'une ville de plus de 100 000 habitants, arrive très largement en tête. De manière générale, les listes conduites par EÉLV, souvent en alliance avec des partis de gauche (PS, PCF, LFI) progressent dans la totalité des grandes villes, arrivant en deuxième ou troisième position dans la plupart d'entre elles. Ces listes arrivent également en première position à Lyon, Strasbourg et Besançon,. À Marseille, les listes du « Printemps marseillais » (soutenue par le PS, le PCF et une partie de LFI) conduites par l'écologiste dissidente Michèle Rubirola arrivent en tête
Huit des douze listes conduites par les maires sortants issus ou proches du Rassemblement national (ex-FN) l’emportent dès le premier tour. C’est notamment le cas de David Rachline à Fréjus (50,6 %) — seule commune de plus de 50 000 habitants détenue par le RN seul —, de Steeve Briois à Hénin-Beaumont (74,2 %), de Robert Ménard à Béziers (68,7 %) ou encore de Julien Sanchez à Beaucaire (59,5 %), qui réunissent des scores bien supérieurs à ceux de 2014, où ils l’avaient emporté dans le cadre de triangulaires ou quadrangulaires,. Le RN ne gagne cependant aucune commune supplémentaire — bien qu’à Perpignan Louis Aliot arrive nettement en tête —, voire recule dans des villes où il avait commencé à s'implanter en 2014. Parmi les déceptions figurent Denain, où le député Sébastien Chenu est battu, et Calais, où Marc de Fleurian ne recueille que 18 % dans une ville qui avait voté à 57 % pour Marine Le Pen au second tour de l'élection présidentielle de 2017. Dans d'autres communes de plus de 10 000 habitants où il avait obtenu plus de 40 % aux élections européennes de 2019, le RN est défait dès le premier tour, parfois avec plus de 50 points d'écart sur la liste en tête.
Les maires sortants du Parti socialiste l’emportent à nouveau ou arrivent en tête dans plusieurs villes importantes. Anne Hidalgo arrive ainsi en première position à Paris (mais en baisse par rapport à 2014), tout comme Martine Aubry à Lille. Les maires socialistes sortants sont en tête à Clermont-Ferrand, à Rennes, à Nantes ou encore au Mans.
De leur côté, les candidats du Parti communiste français obtiennent des résultats contrastés dans les villes qu'ils dirigent. Le PCF se classe troisième dans son bastion historique d'Aubervilliers, et se retrouve en ballotage défavorable à Saint-Denis. Il parvient toutefois à conserver Montreuil dès le premier tour, et se détache nettement en tête à Bobigny, ville perdue en 2014 au profit de la droite. Au Havre, la liste PCF-LFI menée par Jean-Paul Lecoq met en ballotage le Premier ministre, Édouard Philippe.
Bien qu’ils voient nombre de leurs maires sortants réélus, Les Républicains sont mis en difficulté dans les six plus grandes métropoles (Paris, Marseille, Lyon, Lille, Bordeaux et Toulouse).
Le premier tour s'avère particulièrement difficile pour le parti au pouvoir, La République en marche, qui ne connaît pas d'avancée majeure, à l'exception de Tourcoing et Coulommiers, où les ministres Gérald Darmanin et Franck Riester l’emportent au premier tour. Édouard Philippe arrive en tête au Havre mais avec en perspective un second tour serré,. Beaucoup de maires sortants LREM ou soutenus par le parti sont mis en ballottages défavorables, et, dans de nombreuses villes, les listes LREM se retrouvent de la troisième à la cinquième position, y compris pour des maires sortants.

#### Second tour
Le second tour a lieu le 28 juin 2020, repoussé de trois mois en raison de la pandémie de Covid-19. Il n'a pas lieu en Guyane, où l'épidémie reste forte.
Il est marqué par une très forte abstention de 59 %, ce qui fait que les élections municipales de 2020 sont celles qui ont connu la plus faible mobilisation de l'histoire de France.
Selon le quotidien Le Monde, l'enseignement dominant du second tour" est cette abstention de plus de 20 points de plus qu’au second tour des élections municipales de 2014. Parmi les abstentionnistes interrogés, 43 % évoquent le « risque d’attraper le Covid-19 en [se] rendant dans un bureau de vote », 38 % se sont abstenus car ils jugent que cette élection ne changera rien à leur vie quotidienne, 27 % n’ont été séduits par aucune liste, 25 % ont « d’autres préoccupations en ce moment », 24 % souhaitaient manifester leur mécontentement à l’égard des hommes politiques en général et 22 % n’ont pas voté parce que, dans leur commune, « les résultats sont connus d’avance » (les sondés pouvaient donner trois réponses). 75 % des Français sondés se disaient intéressés par les élections municipales, ce qui indique aussi que l'abstention est plutôt liée aux craintes sanitaires et à leur conséquences sur la vie quotidienne. Selon Le Monde, il s’agit cependant également d'une continuation d'« une profonde crise démocratique ».
Les écologistes connaissent une très forte progression dans les grandes villes. Éric Piolle, le maire EÉLV de Grenoble, est réélu. Les écologistes et leurs alliés récupèrent les deux plus grandes villes tenues par la droite depuis des décennies : Marseille où la dissidente EÉLV Michèle Rubirola gagne avec 38,3 % des voix, soit 10 points de plus que sa concurrente LR Martine Vassal, grâce à une large alliance allant de LFI au PS ; le candidat EÉLV-PS-PCF Pierre Hurmic bat le maire sortant LR Nicolas Florian à Bordeaux alors que la ville avait des maires de droite depuis 73 ans. À Lyon, le candidat d'union de la gauche Grégory Doucet gagne la mairie avec 53 % contre le candidat apparenté LREM Yann Cucherat, mettant fin à « l'ère Collomb » qui durait depuis 2001, et le même jour les résultats dans les circonscriptions de Lyon rendent impossible la défaite du candidat EÉLV à la présidence de la métropole de Lyon, Bruno Bernard. À Strasbourg, Jeanne Barseghian (EÉLV-PCF) est largement en tête avec 42,5 % des suffrages. À Annecy, l'écologiste François Astorg l'emporte lui aussi d'une courte tête (une trentaine de voix) face au maire sortant, Jean-Luc Rigaut grâce à une alliance dans l'entre-deux-tours avec la députée macroniste Frédérique Lardet. À Lille, la maire sortante socialiste Martine Aubry garde la mairie, mais d'une courte avance de 227 voix face au candidat écologiste Stéphane Baly. Les écologistes remportent également des villes moyennes, notamment Besançon avec Anne Vignot qui gagne face au LR Ludovic Fagaut, Poitiers où Léonore Moncond'huy (EÉLV soutenue par le PCF et Génération.s) expulse le maire sortant socialiste Alain Claeys, et Tours où Emmanuel Denis, à la tête d'une liste allant de LFI au PS, revendique la victoire face au maire sortant UDI, Christophe Bouchet. Les écologistes sont les vainqueurs symboliques de ces Municipales.
Le parti de gouvernement La République en marche perd les élections, en remportant peu de conseillers municipaux LREM ou alliés. À noter l'exception du Havre, où le premier ministre Édouard Philippe est réélu avec 59 % des voix, face à son adversaire communiste Jean-Paul Lecoq. Le parti Présidentiel manque ce premier test pour obtenir un ancrage local.
Les Républicains perdent certaines de leurs plus grandes villes (Marseille, Bordeaux) face aux écologistes, et ne parviennent pas à conquérir des villes qu'ils visaient comme Paris et Lyon. Ils perdent de plus certaines des villes moyennes, notamment Perpignan face au Rassemblement national et Nancy face au candidat PS-EÉLV-PCF Mathieu Klein. Les Républicains ne gagnent que Metz comme ville de plus de 100 000 habitants. Cependant, malgré cet échec dans les grandes villes et certains villes moyennes, de nombreux maires sortants LR sont réélus, comme Émile Roger Lombertie à Limoges, et Les Républicains obtiennent des victoires symboliques comme à Lorient[réf. nécessaire] ou Auxerre. Parmi les grandes villes, ils conservent Nice et Toulouse. Avec ces résultats, les Républicains restent le parti le plus représenté au niveau local, ce qui devrait lui permettre de garder sa majorité au Sénat jusqu'en 2026 au moins et les prochaines élections Municipales
Le Parti socialiste s'en sort mieux qu'aux précédents scrutins (les élections présidentielle et législatives de 2017 et les élections européennes de 2019 avaient marqué la déroute du parti). Ils conservent avec leurs alliés Paris avec Anne Hidalgo, Lille avec Martine Aubry, Le Mans avec Stéphane Le Foll, ainsi que Rennes, Nantes, Rouen, Clermont-Ferrand ou encore Dijon. Ils prennent des villes comme Montpellier, Nancy ou Saint-Denis (en Seine-Saint-Denis), où Michaël Delafosse (en union avec le PCF, le PRG et EÉLV), Mathieu Klein et Mathieu Hanotin l'emportent respectivement sur des listes divers gauche, LR et PCF. Le Parti socialiste garde un ancrage local fort.
Le Parti communiste français poursuit son érosion au terme de ce second tour : s’il parvient à reprendre Villejuif et Bobigny, qui avaient basculé à droite en 2014, et conquiert Noisy-le-Sec et Corbeil-Essonnes au détriment de la droite également, il connaît de nombreuses défaites. Outre sa déroute à Saint-Denis, dernière mairie communiste de plus de 100 000 habitants avec Montreuil (qui a été conservée dès le premier tour), le PCF perd des bastions historiques, souvent détenus depuis la Libération, comme les mairies d'Aubervilliers, de Champigny-sur-Marne, de Choisy-le-Roi, de Villeneuve-Saint-Georges, de Valenton, d'Arles, de Saint-Pierre-des-Corps, de Givors, de Fontaine ou encore de Gardanne, généralement au profit de la droite,. Plusieurs fiefs perdus en 2014 ne sont pas reconquis, comme Bagnolet ou Le Blanc-Mesnil. Le PCF conserve la direction d'au moins 256 communes de plus de 1 000 habitants, après en avoir perdu une quarantaine, et en avoir conquis entre vingt-cinq et trente ; les pertes sont particulièrement importantes parmi les communes de plus de 10 000 habitants, notamment en Île-de-France : cinquante villes de plus de 10 000 habitants sont dirigées par un maire communiste à la suite de ces élections municipales, soit treize de moins qu'en 2014. L'érosion du Parti communiste continue après ces Municipales.
Le Rassemblement national prend sa première ville de plus de 100 000 habitants, Perpignan, où Louis Aliot gagne face au maire sortant LR Jean-Marc Pujol avec 53 % des voix, première prise de cette ampleur pour le parti depuis la victoire de Jean-Marie Le Chevallier à Toulon en 1995, mais cette fois sans l'étiquette officielle du RN, à l'instar de Robert Ménard à Béziers depuis 2014. Cependant, au niveau national, le RN est en recul : il n'a plus que 840 sièges dans 258 communes (contre 1 438 sièges dans 463 communes en 2014). Le RN voit le nombre de ses conseillers municipaux divisé par deux à l'issue du scrutin. Le RN n'arrive toujours pas à s'implanter localement.

## Suites et conséquences

### Dues à la pandémie de Covid-19
Le 17 mars 2020, Agnès Buzyn, ancienne ministre de la Santé et candidate LREM à Paris, qualifie la tenue du premier tour de « mascarade » et estime qu'il aurait fallu arrêter le processus électoral en affirmant qu'elle avait prévenu le gouvernement dès janvier de la gravité de l'épidémie.
Dans les semaines suivant le scrutin, la presse relève de nombreux cas — dont certains mortels — de contamination de présidents de bureaux de vote, d’assesseurs et militants politiques à la pandémie de Covid-19. Si les médecins ne peuvent certifier que les élections en sont la cause malgré les précautions prises, ils soulignent que cette situation a pu conduire à la contamination d’électeurs. Les morts médiatisées d’élus locaux, dont plusieurs maires (Jacques Lajeanne à Beurey-Bauguay, François Lantz à Saint-Nabor, Jean-Marie Zoellé à Saint-Louis entre autres), renforcent la polémique sur la décision de maintenir le scrutin en dépit de la pandémie,,,,. Le nombre total de maires et conseillers municipaux décédés dans les semaines suivant le premier tour n'est pas connu précisément un mois plus tard.
Plusieurs candidats élus à l’issue du premier tour déplorent leur manque de légitimité en raison de la crainte des électeurs d’aller voter le 15 mars. Certains d’entre eux annoncent même leur démission pour ce motif,.

### Politiques
Face au nombre important de recours en annulation déposés à la suite du premier tour du 15 mars,, le gouvernement décide, le 26 mars 2020, de porter le délai de dépôt des dossiers de recours (qui expirait le 20 mars) au cinquième jour suivant la date de prise de fonction des conseillers municipaux et communautaires élus dès ce tour.
En outre, l'éventualité d'un report du second tour à octobre 2020 aurait menacé l’organisation des élections sénatoriales, prévues en septembre.

### Délégations spéciales
Quatre communes de plus de 1 000 habitants et treize de moins de 1 000 habitants n'ont enregistré aucune candidature au cours des deux tours. Le préfet met alors en place une délégation spéciale conformément à l'article L. 2121-35 du code général des collectivités territoriales.
- Communes de plus de 1 000 habitants : Buellas, Péron et Pont-d'Ain (Ain) • Prunay-le-Gillon (Eure-et-Loir).
- Communes de moins de 1 000 habitants : Orret (Côte-d'Or) • Courties (Gers) • Souvigny-de-Touraine[280] (Indre-et-Loire) • Malleval-en-Vercors[281] (Isère) • Vaux-sur-Poligny (Jura) • Allichamps (Haute-Marne) • Esteil et Saint-Éloy-la-Glacière[282] (Puy-de-Dôme) • Caudiès-de-Conflent (Pyrénées-Orientales) • Colombotte (Haute-Saône) • Saint-Ythaire[283] (Saône-et-Loire) • Rempnat[284] (Haute-Vienne) • Miquelon-Langlade[285] (Saint-Pierre-et-Miquelon).

La commune de Chevreuse a vu le résultat du premier tour annulé, entraînant également la mise en place d'une délégation spéciale en attente de nouvelles élections. Un autre cas s'est présenté à Saint-Éloy-la-Glacière, où l'ensemble du conseil a démissionné dès le premier conseil.